# MÄRΩ
『MÄRΩ』（メルオメガ）は、漫画：星野倖一郎・原案：安西信行の少年漫画。『週刊少年サンデー』（小学館）誌上において、2006年39号から2007年28号まで連載された。単行本は全4巻が小学館（少年サンデーコミックス）から刊行された。
安西の漫画『MÄR』の世界の6年後を描いた続編。設定内容は『MÄR』を受け継いでいるが、安西は原案のみで、漫画は星野が担当している。
話数カウントは「Ω-」。本作の連載前には「メルΩへの道」というタイトルの特集ページが本誌にて組まれた。連載終了後の2021年6月28日から2022年3月6日まで、スマートフォン用コミックアプリの『サンデーうぇぶり』にてリバイバル連載がなされていた。

## ストーリー
舞台は、前作から6年後のメルへヴン。フェイクÄRMが広まる世界で、少年カイがバッボを偶然見つけるところからストーリーは始まる。

## 登場人物

### カイ一行
カイ
本作の主人公。山間の町ハーナウに住む、この世界の英雄・ギンタに憧れる少年。両親を早くに亡くし、ÄRM職人の養父に育てられた。誰でも使うことの出来るフェイクÄRMすら使えないが、バッボを持ち上げることが出来た。親の形見のマジックストーンを使ってガーゴイルが出せるあたり、魔力はある模様だが、ガーゴイル（バッボ）の制御が出来なくなり暴走してしまった為、マジックストーンをアルヴィスに預けた。明るく活発だが、少々ウジウジした性格らしい。実はバッボの血族らしく、フェイクÄRMに関する記憶を封印したマジックストーンの回収をカルデアの長老に頼まれる。インガとは口喧嘩をしながらではあるが、なかなかのコンビネーションを発揮する。一度受けた恩は10倍にして返すらしく、エリサ曰く何かをして誰かが喜ぶのが嬉しいらしい。人魚曰く、カイとバッボは300年振りに再会した親子とのことだが、詳細不明のままに終わった。
命名は『雪の女王』に登場する少年から。
バッボ
前作から引き続き登場。ウォーゲーム後、池に落ちてしまいカイが通りかかってくるまで眠りについていた。マジックストーンを全て抜かれたため、本作ではカイが親の形見として持っていたものが最初の一つとなる。前作に比べ、少し性格が丸くなっている。
元はカルデアの先代長老で、フェイクÄRMを作ったウンヴェッターを討つ際に自分も肉体を失い、ÄRMに人格を転送した。この時一度死んだカイに自分の命を譲るため、フェイクÄRMの原理を使ってしまったらしい。フェイクÄRMを封印するために、人間時代の記憶をマジックストーンに封じており、そのストーンはメルヘヴン全土に散らばっている。
カイ達と共にマジックストーンを集めて「オメガシステム」を完成、それによってフェイクÄRMを根絶する。人間時代の記憶は戻らなかったが、それを気に病むことなく、カイと共にハーナウで暮らす。
エリサ
ハーナウに住む少女。カイの幼馴染み。ÄRM大会ハーナウ地区で優勝するほどのフェイクÄRMの使い手。基本的に明るく前向きな性格で、ÄRMを使えないカイに「カイは私が守ってあげる!」などという発言を平気でする。ハーナウの人々が町ごと封じられてしまった時、免れた町民は彼女とカイだけであり、町の人々を取り戻すためカイと共に立ち向かうことを決意する。ドロシー曰く、ネイチャーÄRMに向いているらしい。カイのことが好きだが、それ故カイとゲルダの関係を気にする。最終回ではカイへの想いを打ち明けないうちに、ゲルダに先を越される形になってしまった。しかし、恋のライバルではあるものの、最終巻の表紙の描写などからは2人の関係は悪くは無い模様。
インガ / インガ・リド・ウンヴェッター
カルデアに住む少年。本名は「インガ・リド・ウンヴェッター」。フェイクÄRMの作り手・ウンヴェッターの子孫。彼の一族は過去のフェイクÄRM事件を自分達で決着出来なかったことに負い目を感じており、事件を汚名返上の機会として躍起になっている。そのためこの件に首を突っ込んできたカイに邪険な態度を取りがちではあるが、彼のことは一応認めている。
ウンヴェッターがアトモスの道具にされてしまったため、自分の手で討つことはできなかったが、カイ達のおかげで虚しさに囚われずに済んだ。戦いの後はカルデアの人々と打ち解ける努力をすることを誓う。

### 元「メル」のメンバー
前作から引き続き登場。バッボについては「カイ一行」の項を参照。
アルヴィス
フェイクÄRM関連の事件を調べ、ハーナウに来ていた。バッボに辿り着いたのは偶然らしい。服装は変わっているが、外見的特徴は特に変わっておらず、クロスガードのピアスをしている。カイのマジックストーンを預かる。前作と同じく13トーテムポールを使う。クロスガード本部に向かうため、カイ達の旅には同行せず。
ドロシー
思慮深い大人の女性に成長した。ÄRM回収の旅を終え、故郷であるカルデアで暮らしている。カルデアの防衛のため、カイ達のマジックストーン回収には同行しないが、代わりにエリサにÄRMを与え、ナナシを紹介する。
ナナシ
6年前のウォーゲームに出場したため、盗賊であることが露見し、地主に討伐隊を送られており、仲間は逃がしたが自分はルベリアのアジトに残っている。現在は盗賊稼業を休み、カイ達のバッボのマジックストーン回収に協力する。6年前同様、雷のÄRMを使う。フェミニストでノリの軽い性格や関西弁も相変わらず6年前のまま。容姿において若干、髪が伸びていることと、前作よりも目を隠すことが少ないと思われる。本作でもルベリア入り前の素性は不明だった。
アラン
現在はレスターヴァ城で、スノウらしき人物（平和の象徴）の護衛をしている。
ジャック
メルヘヴン中の植物を研究している。また、パノと結婚したが、すっかり尻に敷かれている様子。現在、夫婦で先を急ぐ旅をしている。カイがヤクト戦後に倒れた所へ通りかかり、看護するエリサに薬草を提供した。
虎水 ギンタ（とらみず ギンタ）
前作の主人公。メルヘヴンを離れ自分の世界に帰っているが、カイがオメガガーゴイルを使った際に次元を越えてその魔力を感じ、今もメルヘヴンの人々を守るために闘う者がいることを確信した。体格は父に似てきている。母同様に童話作家を志しているらしく、ジャックを主人公にした話を構想中。小雪との交際も続いている様子。

### チェスの残党
ポズン
前作でウォーゲームの審判をしていた。服は少しボロボロになっており、財布を首にかけている。各地で大会の審判をやっている。実はカルデアより歴史が古い種族の一員で、現在は自分の村（前作のアニメ版に出た村とは大分様子が異なる）に戻っている。ポラリーノという婚約者がいる。
ガリアン
元ナイトクラス（ゾディアック）。服装や顔など容姿は変わっていないが、ナナシと共に行動をしていたため、ルベリアに戻ったと考えられる。
パノ
元ルーククラス。手と台詞のみ登場。現在はジャックと結婚している。

### ウンヴェッター一味
ウンヴェッター
300年前にフェイクÄRMを作ったカルデア出身者。当時の長老だったバッボに倒されたはずだったが、大樹に多数の宝玉が付いたような姿で生き長らえていた。カイ一行と相見えた際にはブロックが連なったような姿に変わっていたが、アトモスに裏切られ、ÄRM「アーク」もろとも彼の道具になり果てた。

#### マスターピース
アトモス
フェイク使いのリーダー格。王だった亡き父に道具扱いされていた反動で、かなり自己中心的な性格。ゲルダに亡き妹を重ね合わせ、執拗なまでに固執した。王国が天災で壊滅した際に一度死んでフェイクÄRMで命を保っていたため、カイとの戦いに敗北した際、フェイクÄRMと共に消滅した。
ヤクト
右目にフェイクÄRMを埋め込んでいて、巨大な犬のような姿に変身できる少年。変身する前の姿では、頭から犬のような黒い耳が生えている。
スーツの男
全身を黒いスーツで着込んだ男。マジックストーンを奪い逃走した。ナナシの全力の攻撃すら通じなかった。
盾の少女
少女のような外見で、巨大な盾のような姿に変身できる。ウンヴェッターの元へとつながる階段を出した
大柄な男
岩を持ち上げるほどの怪力を持つ男。腕を岩のような大きな手に変化できる。
コウモリの青年
青年のような外見で、腕をコウモリのような羽に変化できる。

### その他の人物
クーゲル
ハーナウの町を封じた張本人。貴族の出身で、アトモスとは幼馴染。用済みと見なされヤクトに倒されそうになったことで怒り、ハーナウの町を開放した。その後はヤクト共々人魚に島ごと封印され、カイとバッボによりフェイクÄRMが完全に消滅したことにより自由になった。
ゲルダ
寡黙な少女。カイ達と同様に自分の住む村をÄRMの中に閉じ込められている。自己主張が弱く、強引なモラスクに押し切られるが、自分のことしか考えていないモラスクを見捨てた。カイのまっすぐな言葉と性格に惹かれるも、アトモスの攻撃からカイを庇い、一時的に消息不明となる。その後、アトモスによって助けられていたことが判明したが、戦いの後遺症で心が崩壊してしまう。しかし、カイの戦いを見ているうちに心が戻り、最終話にてようやく少女らしい笑顔を取り戻した。その後はカイにキスするなど積極的になり、彼と恋人同士になった様子。
命名は『雪の女王』に登場する少女から。
モラスク
元々はゲルダと同じ村に住んでいたが、フェイクÄRM欲しさに村を売った。バッボ回収の命令を受け、ゲルダと共にカイ達を襲う。ナナシに向けられた討伐隊をフェイクで操り、囮に使うなど、残忍な性格の持ち主である。最終的にニードル・ワークにガーディアンを破壊され、ゲルダにも見捨てられた。
ヒューン公爵
海辺の町パラディに住む領主。カルデアの魔法使いと縁ある一族の人間でもある。パタータに騙されカイたちを捕らえようとした。
キティ
露出度の高い服を着ている女性。高飛車な性格で、カイに対して「激弱」と罵った。
パタータ
小太り気味の老人。ウンヴェッターがメルヘヴンを征服した後、世界中の商業を牛耳るつもりだった。
リオン
ハーナウに住む少年。カイの友達。フェイクÄRM使いであるが、ÄRM大会ハーナウ地区でエリサに決勝で負けている。少々キザっぽく、カイに対して嫌味だが、子供っぽい性格。ハーナウごとÄRMに封じられていた。
ポラリーノ
ポズンの住んでいる村の美女（ただし、これはポズン達の観点からである）。大きさはポズンよりでかい。
人魚
カイ達が乗っている船に突如現れた美しい人魚。顔は自由に変えられる。また、ÄRMを上回る魔力の持ち主で、カイとバッボの関係について知っている模様。カイ達を助けるために、暴走するヤクトを自らがいた島ごと魔法で封じた。
ゴマちゃん
人魚が飼っているアザラシ。マジックストーンを食べて巨大化し暴走、カイとクーゲルを飲み込んだが、カイがマジックストーンを体内から取り除いたため、元に戻った。オナラは強烈。

## 単行本
1. 2007年1月15日初版発行[9](2006年12月16日発売) ISBN 978-4-09-120690-9
2. 2007年3月15日初版発行[10](2007年2月16日発売) ISBN 978-4-09-121067-8
3. 2007年5月23日初版発行[11](2007年5月18日発売) ISBN 978-4-09-121019-7
4. 2007年8月15日初版発行[12](2007年8月10日発売) ISBN 978-4-09-121159-0

単行本全巻、電子書籍化されている。